# ويكيبيديا الكورية
ويكيبيديا الكورية (هانغل: 한국어 위키백과) هي إصدار اللغة الكورية من موسوعة ويكيبيديا، تاريخ إطلاقها كان في أكتوبر 2002، وفي 15 ديسمبر 2010 أصبح لديها أكثر من 150,000 مقالة.

## الإحصائيات
| عدد المستخدمين المسجلين | عدد المستخدمين النشيطين | عدد المقالات | صفحات المحتوى | عدد التعديلات | عدد الملفات المرفوعة | عدد الإداريين |
| ----------------------- | ----------------------- | ------------ | ------------- | ------------- | -------------------- | ------------- |
| 892٬034                 | 1٬812                   | 704٬037      | 3٬372٬832     | 39٬777٬302    | 14٬339               | 29            |

### التقدم
| عدد المقالات | التاريخ        | المقالة                  |
| ------------ | -------------- | ------------------------ |
| 1            | 12 أكتوبر 2002 | 지미 카터                |
| 10,000       | 5 يونيو 2005   | 양자장론                 |
| 20,000       | 12 فبراير 2006 | 마다가스카르의 행정 구역 |
| 30,000       | 14 ديسمبر 2006 | 카메이 에리              |
| 40,000       | 2 أغسطس 2007   | 텍스처 매핑              |
| 50,000       | 4 يناير 2008   | 바브리                   |
| 60,000       | 24 أبريل 2008  | 고기압                   |
| 70,000       | 7 أغسطس 2008   | 영동대교                 |
| 80,000       | 20 نوفمبر 2008 | 큰곰자리 운동성단        |
| 90,000       | 25 فبراير 2009 | 당연상인                 |
| 100,000      | 4 يونيو 2009   | 액세스권                 |
| 150,000      | 15 ديسمبر 2010 | 김지언 (1979년)          |
| 200,000      | 19 مايو 2012   | 보비 탬블링              |
| 250,000      | 3 أكتوبر 2013  | 회피                     |
| 300,000      | 5 يناير 2015   | Rojo -Tierra-            |
| 350,000      | 3 يونيو 2016   | 1809년 4월 14일 일식     |
| 400,000      | 22 أكتوبر 2017 | 충청남도 동물위생시험소  |
| 500,000      | 15 يونيو 2020  | 규장전운                 |
| 600,000      | 16 أغسطس 2022  | 광기의 밍크스            |

## هانغل وهانجا
تكتب ويكيبيديا الكورية بالكامل تقريبًا بالهانغل. تستخدم الهانجا فقط لتوضيح عبارات معينة، وعادة تضع وضعها بين قوسين. هناك مجموعة، تدعى داجيمو، تعمل بنشاط لتقديم نظام نصي مختلط. ومع ذلك، رفض طلب الحصول على ويكيبيديا منفصلة للهانجا.

## المعرض

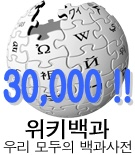
شعار مناسبة إنشاء 30,000 مقالة (14 ديسمبر 2006)
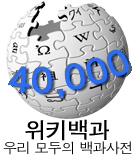
شعار مناسبة إنشاء 40,000 مقالة (2 أغسطس 2007)
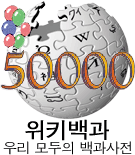
شعار مناسبة إنشاء 50,000 مقالة (4 يناير 2008)
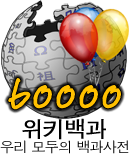
شعار مناسبة إنشاء 60,000 مقالة (24 أبريل 2008)
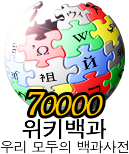
شعار مناسبة إنشاء 70,000 مقالة (7 أغسطس 2008)
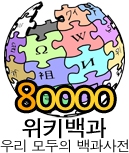
شعار مناسبة إنشاء 80,000 مقالة (20 نوفمبر 2008)
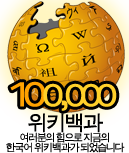
شعار مناسبة إنشاء 100,000 مقالة (4 يونيو 2009)
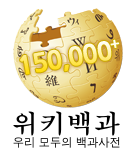
شعار مناسبة إنشاء 150,000 مقالة (15 ديسمبر 2010)
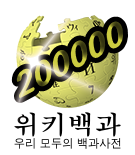
شعار مناسبة إنشاء 200,000 مقالة (19 مايو 2012)
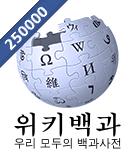
شعار مناسبة إنشاء 250,000 مقالة (3 أكتوبر 2013)
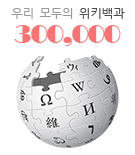
شعار مناسبة إنشاء 300,000 مقالة (5 يناير 2015)
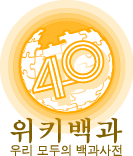
شعار مناسبة إنشاء 400,000 مقالة (22 أكتوبر 2017)
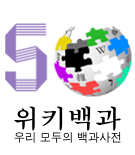
شعار مناسبة إنشاء 500,000 مقالة (15 يونيو 2020)
شعار مناسبة إنشاء 600,000 مقالة (أغسطس 2022)